# Twisted Tower Dire
Twisted Tower Dire — американская хэви-метал-группа, основанная в 1995 году. Группа играет традиционный хэви-метал с текстами в стиле фэнтези. Музыка группы вдохновлена творчеством Judas Priest, Iron Maiden и другими группами классического метала.
Группа выступала на многих фестивалях в Америке и Европе, включая Wacken Open Air в 2000 году.

## Состав
- Jonny Aune - вокал
- Scott Waldrop - гитара
- Dave Boyd - гитара
- Jim Hunter - бас-гитара
- Marc Stauffer - ударные

## Бывшие участники
- Tony Taylor - вокал
- Hayes Elkins - гитара
- Mike Engel - бас-гитара
- Nick Mertaugh - гитара
- Jim Murad - бас-гитара
- Tom Phillips - вокал
- Janet Rubin - вокал

## Дискография
- Hail Northern Virginia [Demo] (1996)
- Triumphing True Metal [Demo] (1997)
- Pre-production promo demo [Demo] (1999)
- The Curse of Twisted Tower : [CD] (The Miskatonic Foundation, 1999); [2 12" vinyls, limited edition] (Metal Supremacy Records, 2000); [2CD] (Heaven and Hell Records, 2009).
- Demo 2000 [Demo] (2000)
- The Isle of Hydra [CD] (2001)
- The Secret Demos [EP] (2002)
- Crest of the Martyrs [CD] (2003)
- Netherworlds [CD] (2007)
- Make It Dark [CD] (2011)